# Tractie (mechanica)
Tractie of voorttrekking is mechanische kracht om iets in beweging te brengen. Het woord wordt vaak gebruikt voor de aandrijving van spoorvoertuigen. In de geografie is tractie het langzaam transport van sediment. In een rivier bestaat het deel van de sedimentvracht dat door tractie over de bodem voortbeweegt voornamelijk uit grotere klasten zoals grind of keien.

## Voorbeelden
elektrische tractie, zoals
- een elektromotor en de aansturing daarvan (in treinen, metro's, trams enz.)
- aandrijving van een auto (Traction Avant van Citroën)
- overbrenging van de ronddraaiende beweging van de aangedreven wielen op het wegdek of rails

stoomtractie, zoals
- stoommachines en stoomlocomotieven
- het trekken van een trein door een locomotief

## Materieel
Het object dat de tractie teweegbrengt wordt eveneens tractie genoemd, zoals:
- de locomotief
- een tractor